# Tolteker

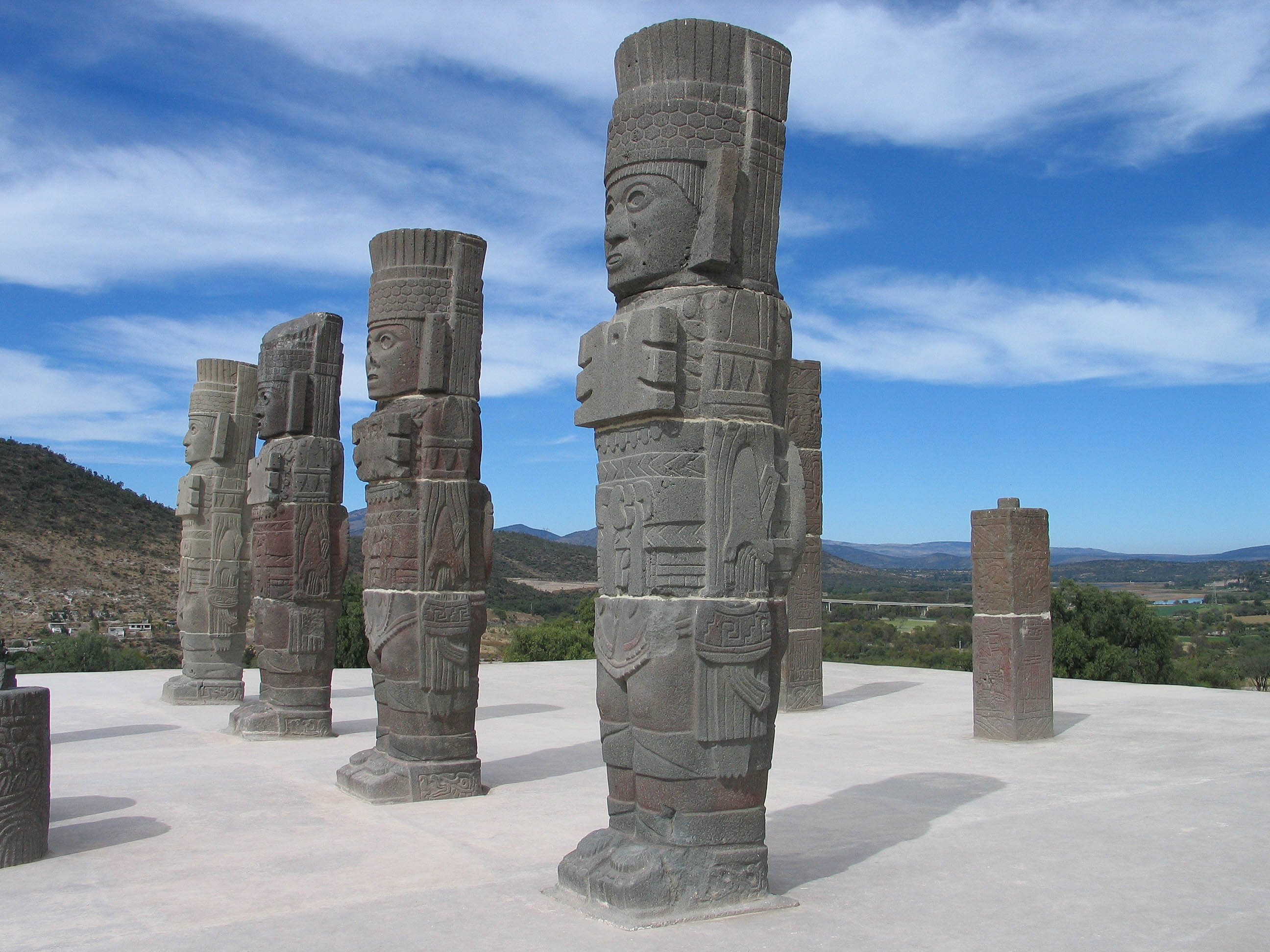
Statyer i Tula

Tolteker var ett mesoamerikanskt folk med en storhetstid mellan 900- och mitten på 1100-talet, e.v.t..
Toltekerna härstammade från Toltek-Chichimekerna och vandrade på 800-talet från öknarna nordväst in till Mexicodalen där de grundade staden Culhuacan. Deras styre utgick från huvudstaden Tula eller Tollan, vilken dock övergavs 1168. 

## Historia
Enligt aztekernas historia var toltekernas första ledare Ce Técpatl Mixcoatl. Dennes son Ce Acatl Topiltzin, född antingen 935 eller 947, kom senare att bli känd som Quetzalcoatl. Såväl Mixcoatl som Quetzalcoatl är centrala gudar i den aztekiska religionen, vilket visar hur aztekerna kunde väva samman historia med mytologi och religion.
När toltekerna först hade invandrat till Mexicodalen etablerade de sig i staden Culhuacan, för att sedan grunda det som sedermera blev deras huvudstad: Tula (Tollan). Staden växte sig större och större, och så småningom bodde mellan 30 000 och 40 000 människor i staden. Staden utformades som ett rutnät, i likhet med mayastaden Chichén Itzá.

### Källmaterial
Eftersom toltekerna inte själva lämnade några skriftliga källor så bygger mycket av forskningen dels på aztekiska källor och dels muntliga traditioner. Nutida historiker är oeniga om hur pålitliga källorna och berättelserna är, troligtvis är aztekernas berättelser om toltekerna delvis myter och delvis historiskt korrekta.
Aztekerna, som kom efter toltekerna, såg upp till den toltekiska civilizationen och hävdade släktskap med dem. Huruvida aztekerna verkligen härstammade från toltekerna är oklart.  De aztekiska källorna beskriver det toltekiska rikets historia och listar härskare och deras bedrifter.
Ett ämne som diskuteras är likheten i arkitektur och ikonografi mellan Tula och mayastaden Chichén Itzá. Både Tula och Chichén Itzá använde rutnät i stadsplaneringen, samtidigt som det finns stora likheter mellan den toltekiska guden Quetzalcoatl och mayaguden Kukulcan. Likheterna antyder att det kan ha funnits kopplingar mellan kulturerna.